# Koto (instrument musical)
El koto (琴) és un instrument de corda pinçada de la família de la cítara i característic de la música tradicional japonesa, tot i que té un origen xinès. En la classificació Hornbostel-Sachs, és un cordòfon del tipus cítara de mig tub.

## Origen
Va ser introduït al Japó des de la Xina durant l'era Nara (710-793). Una de les obres més conegudes és Rokudan no Shirabe, que va ser composta per Yatsuhashi Kengyō (1614－1685). L'instrument se segueix emprant a l'actualitat en composicions contemporànies i són molt habituals els concerts en què intervé.

## Construcció i ús
L'instrument consisteix en una taula corbada en forma de mig tub sobre la qual es disposen les cordes amb petits ponts mòbils individuals, un per a cada corda. El nombre de cordes pot variar, tot i que generalment és 13, totes de la mateixa llargada. Les cordes són de seda i suporten totes la mateixa tensió. La seva afinació es fa mitjançant els ponts individuals.
Per a polsar el koto s'utilitzen tres «ungles» fetes de bambú ubicades sobre els dits polze, índex i cor de la mà dreta. La forma d'aquestes ungles varia en cada una de les dues escoles d'interpretació tradicionals, Yamada i Ikuta.
Les cordes es poden polsar per pinçament o en glissando. La funció més bàsica de la mà esquerra és la de polsar les cordes durant l'execució amb la fi de canviar lleugerament l'afinació o provocar el vibrato, i així fer ornamentació sobre uns sons.

## Tipus
Hi ha diversos tipus de koto:
- El més tradicional de 13 cordes.
- El Jushichigen (literalment '17 cordes'), inventat pel músic Michio Miyagi (1894-1956), i que és un instrument llarg que potencia els sons greus, com un contrabaix.
- Kotos de 23 i 30 cordes desenvolupats per una de les més famoses interpretes contemporànies, Keiko Nosaka.
- Hachijugen (literalment '80 cordes'), també inventat per Michio Miyagi, i pensat com un instrument cromàtic que pogués acoblar-se als requisits tècnics dels llenguatges musicals occidentals. Aquest va ser utilitzat en sols una composició del mestre Miyagi. Desgraciadament, l'únic instrument d'aquest tipus va ser destruït durant els bombardeigs a Tòquio a la Segona Guerra Mundial, però existeix una còpia al Museu de Michio Miyagi (Miyagi Michio Kinenkan), a Tòquio.